# Лале (Нижний Рейн)
Лале (фр. Lalaye) — коммуна на северо-востоке Франции в регионе Гранд-Эст (бывший Эльзас — Шампань — Арденны — Лотарингия), департамент Нижний Рейн, округ Селеста-Эрстен, кантон Мюциг. До марта 2015 года коммуна административно входила в состав упразднённого кантона Вилле (округ Селеста-Эрстен).
Площадь коммуны — 8,18 км², население — 439 человек (2006) с тенденцией к стабилизации: 436 человек (2013), плотность населения — 53,3 чел/км².

## Население
Население коммуны в 2011 году составляло 438 человек, в 2012 году — 430 человек, а в 2013-м — 436 человек.
| 1962 | 1968 | 1975 | 1982 | 1990 | 1999 | 2006 | 2008 | 2011 | 2012 | 2013 |
| ---- | ---- | ---- | ---- | ---- | ---- | ---- | ---- | ---- | ---- | ---- |
| 403  | 405  | 365  | 346  | 364  | 390  | 439  | 440  | 438  | 430  | 436  |

Динамика населения:

## Экономика
В 2010 году из 274 человек трудоспособного возраста (от 15 до 64 лет) 215 были экономически активными, 59 — неактивными (показатель активности 78,5 %, в 1999 году — 70,3 %). Из 215 активных трудоспособных жителей работал 191 человек (104 мужчины и 87 женщин), 24 числились безработными (12 мужчин и 12 женщин). Среди 59 трудоспособных неактивных граждан 11 были учениками либо студентами, 30 — пенсионерами, а ещё 18 — были неактивны в силу других причин.

## Достопримечательности (фотогалерея)

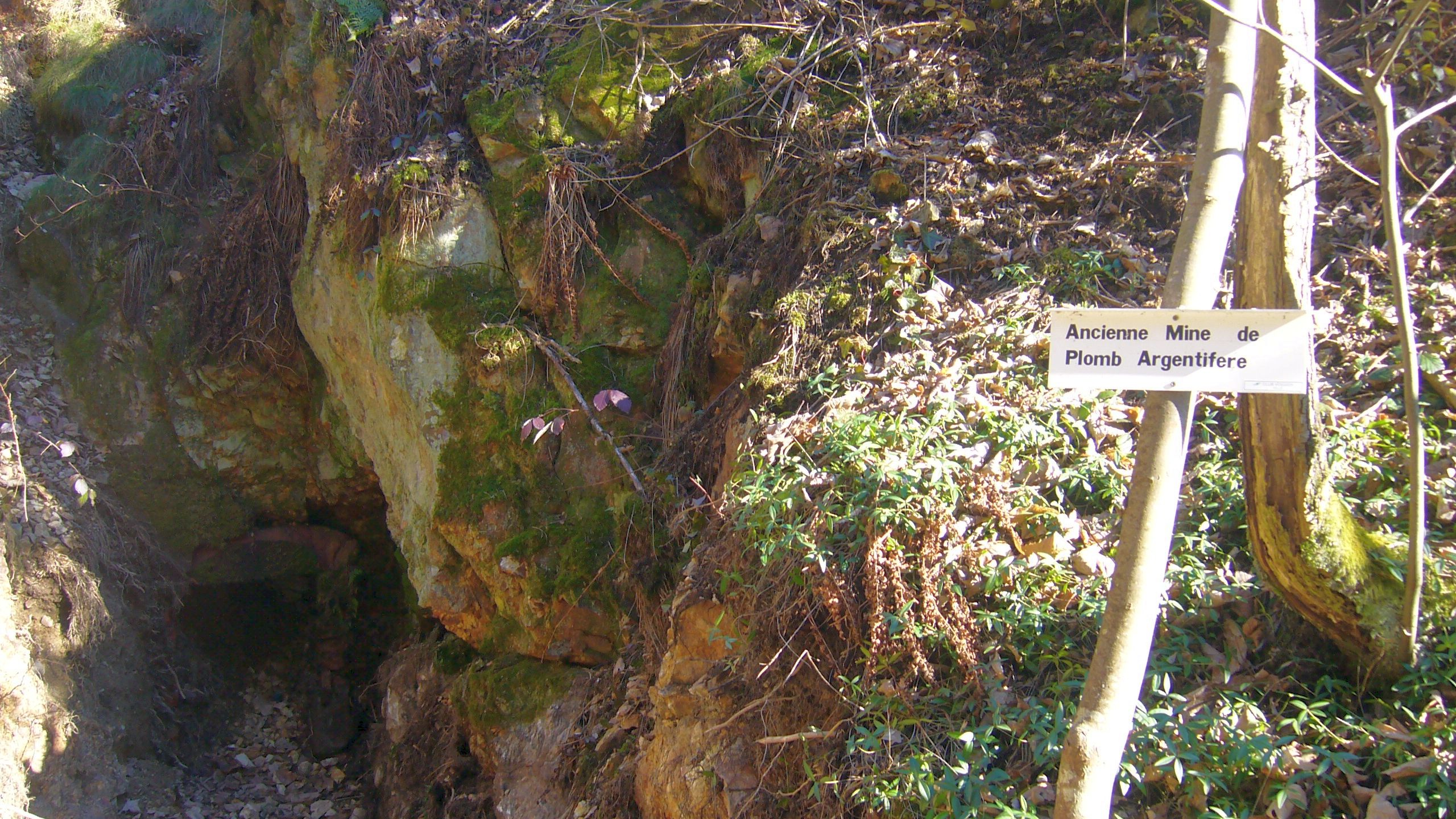
Вход на старый свинцовый рудник
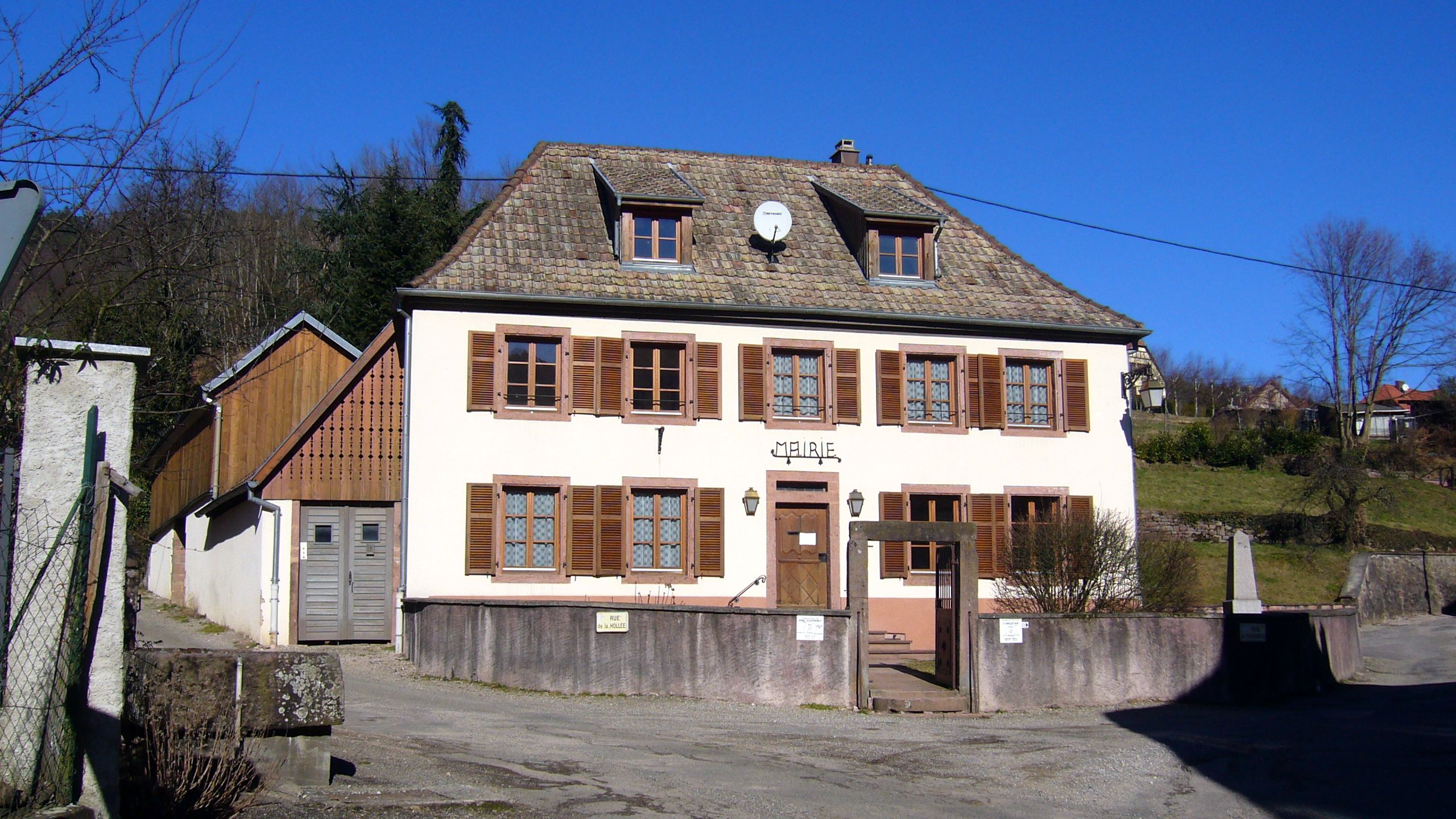
Здание мэрии
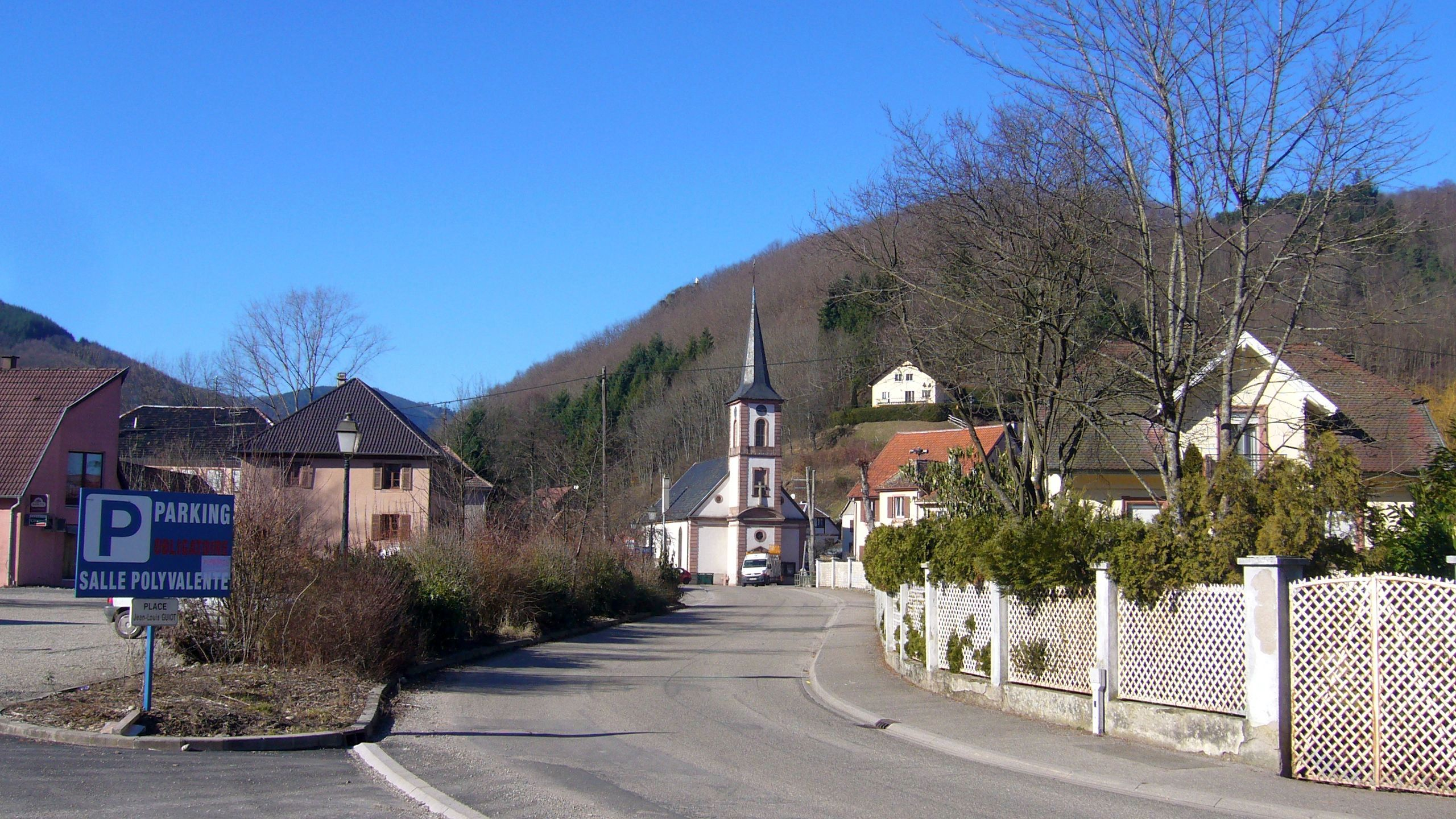
Церковь Сент-Орели
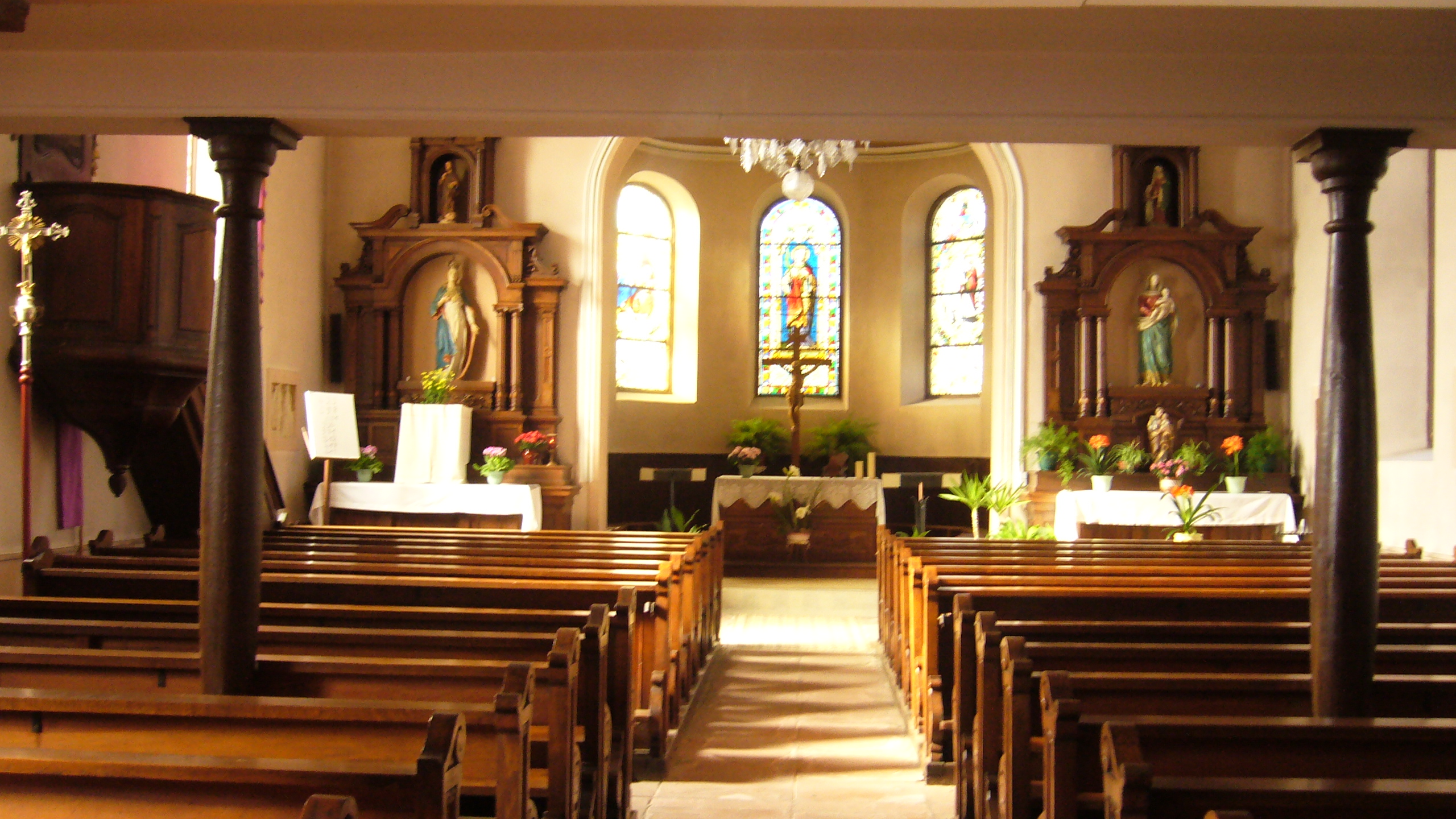
Интерьер церкви Сент-Орели
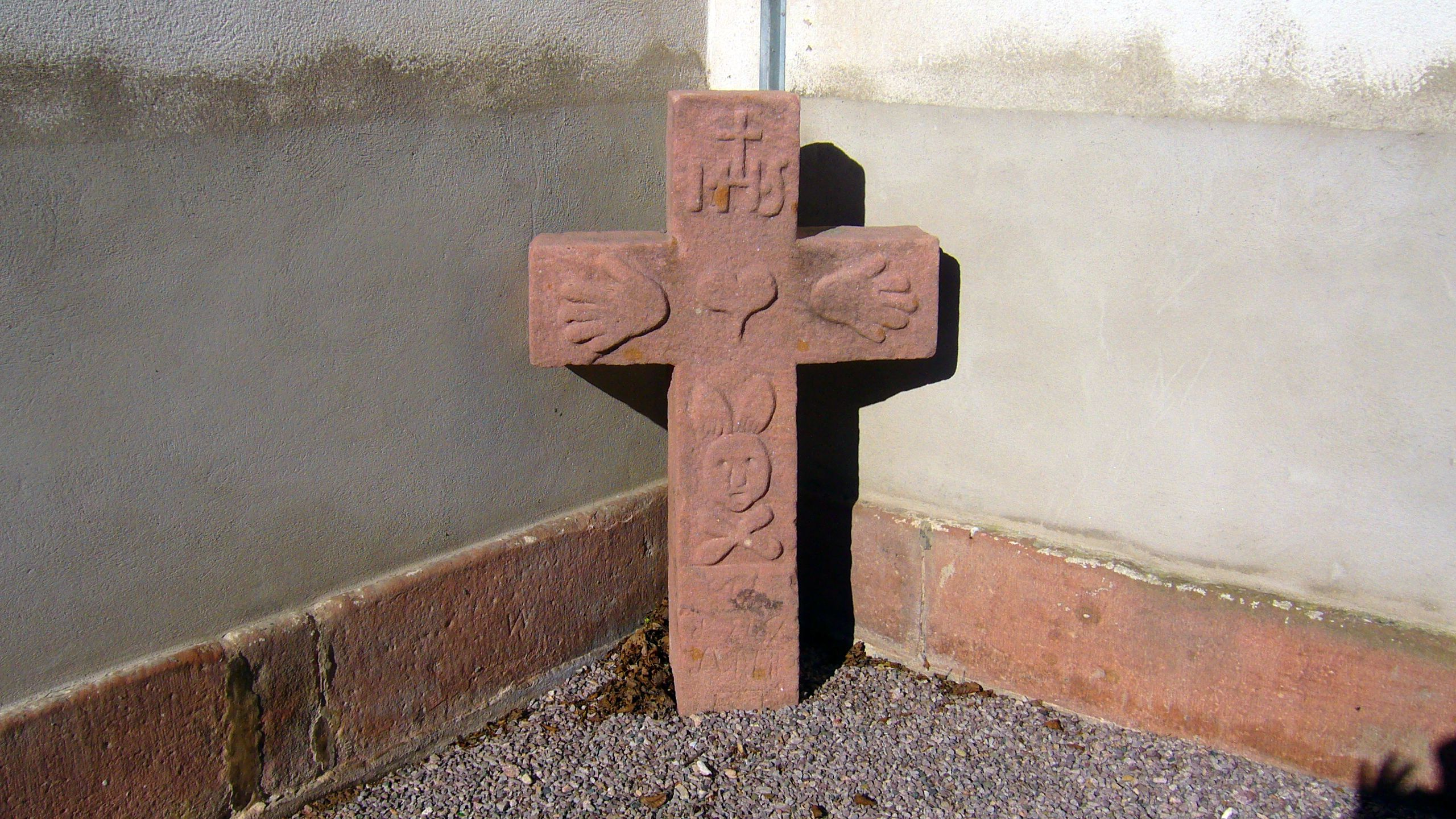
Крест возле церкви Сент-Орели
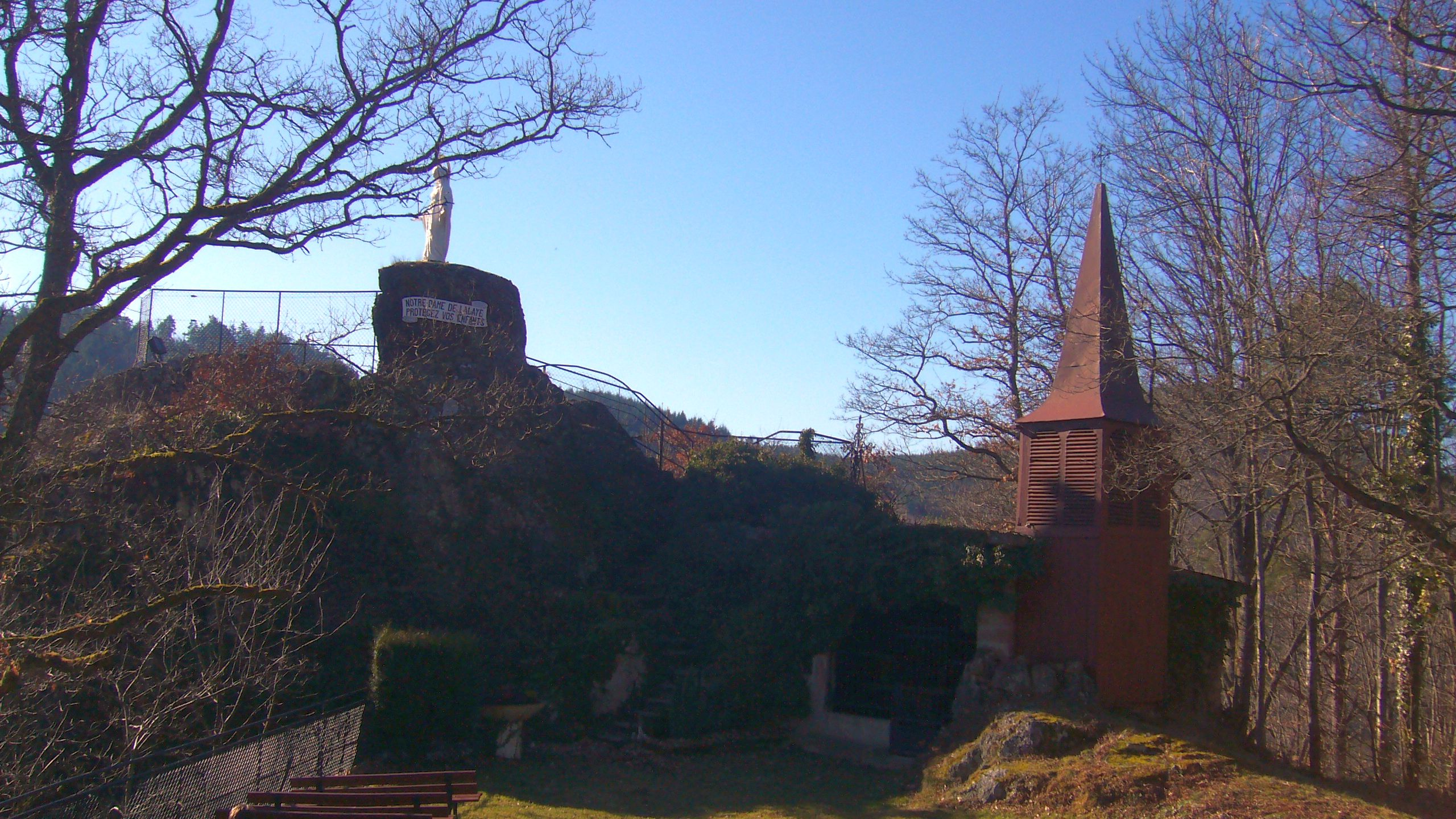
Святыня Нотр-Дам: статуя и часовня
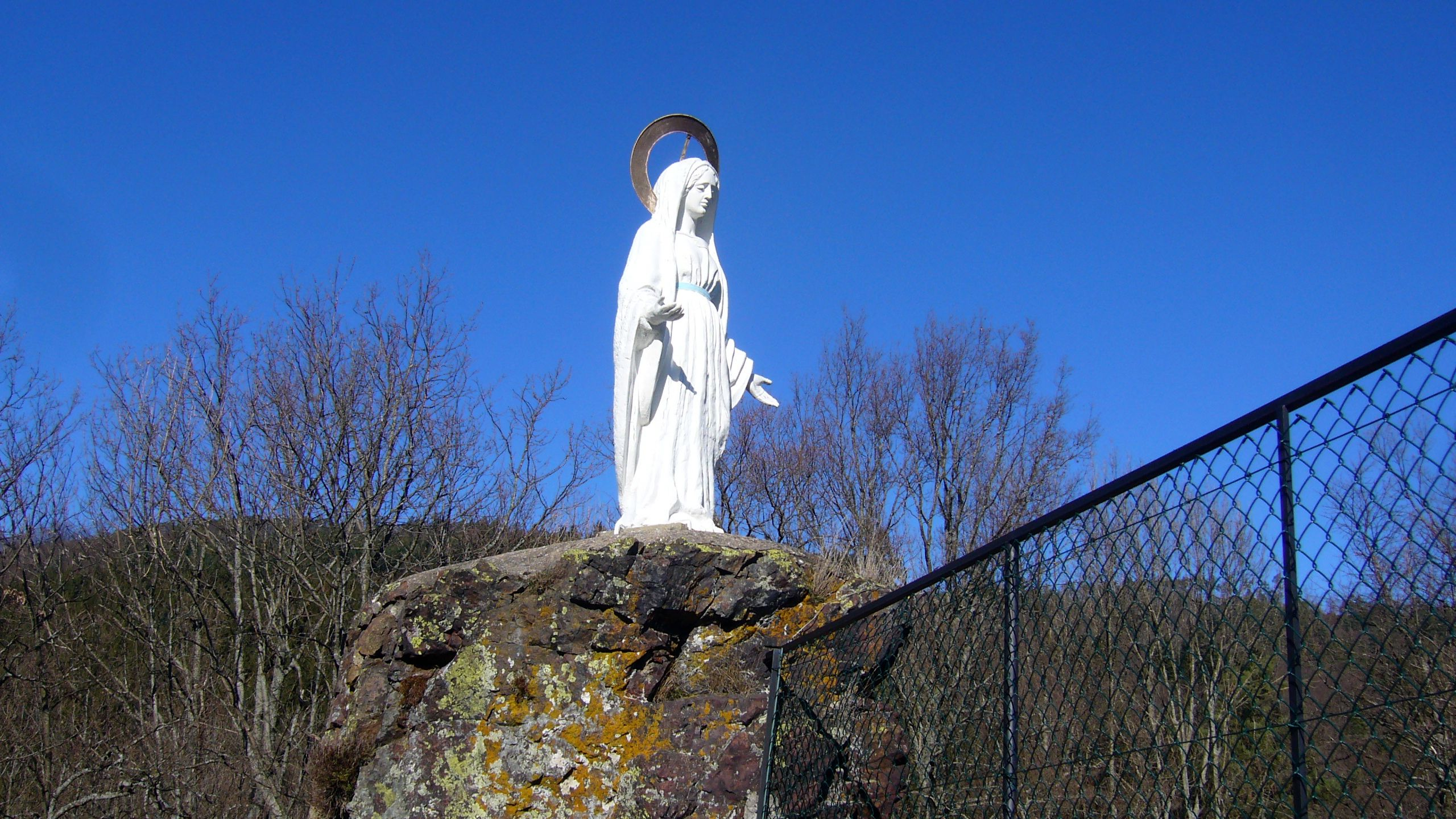
Статуя Девы Марии
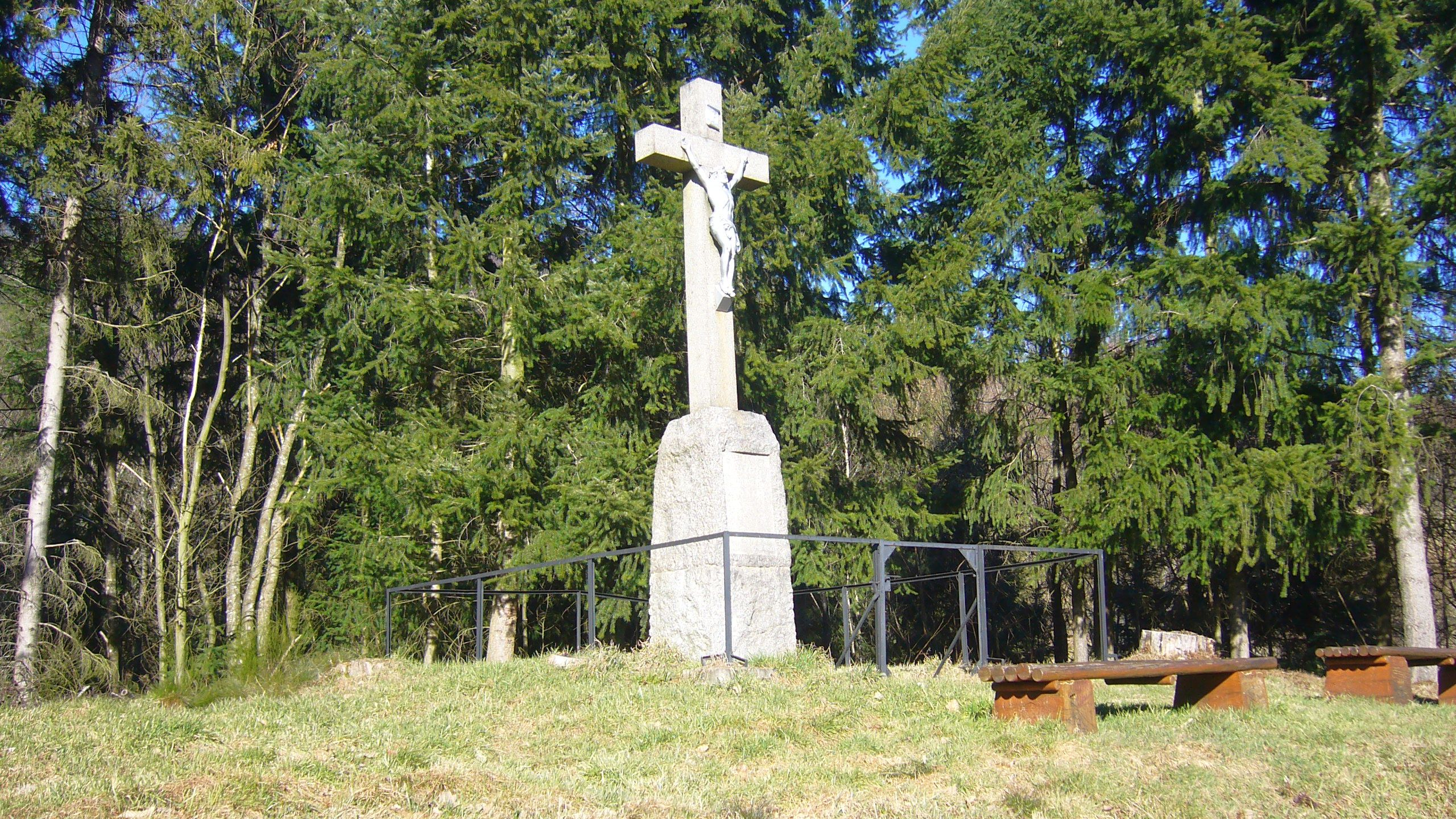
Придорожное распятие